# PIGS

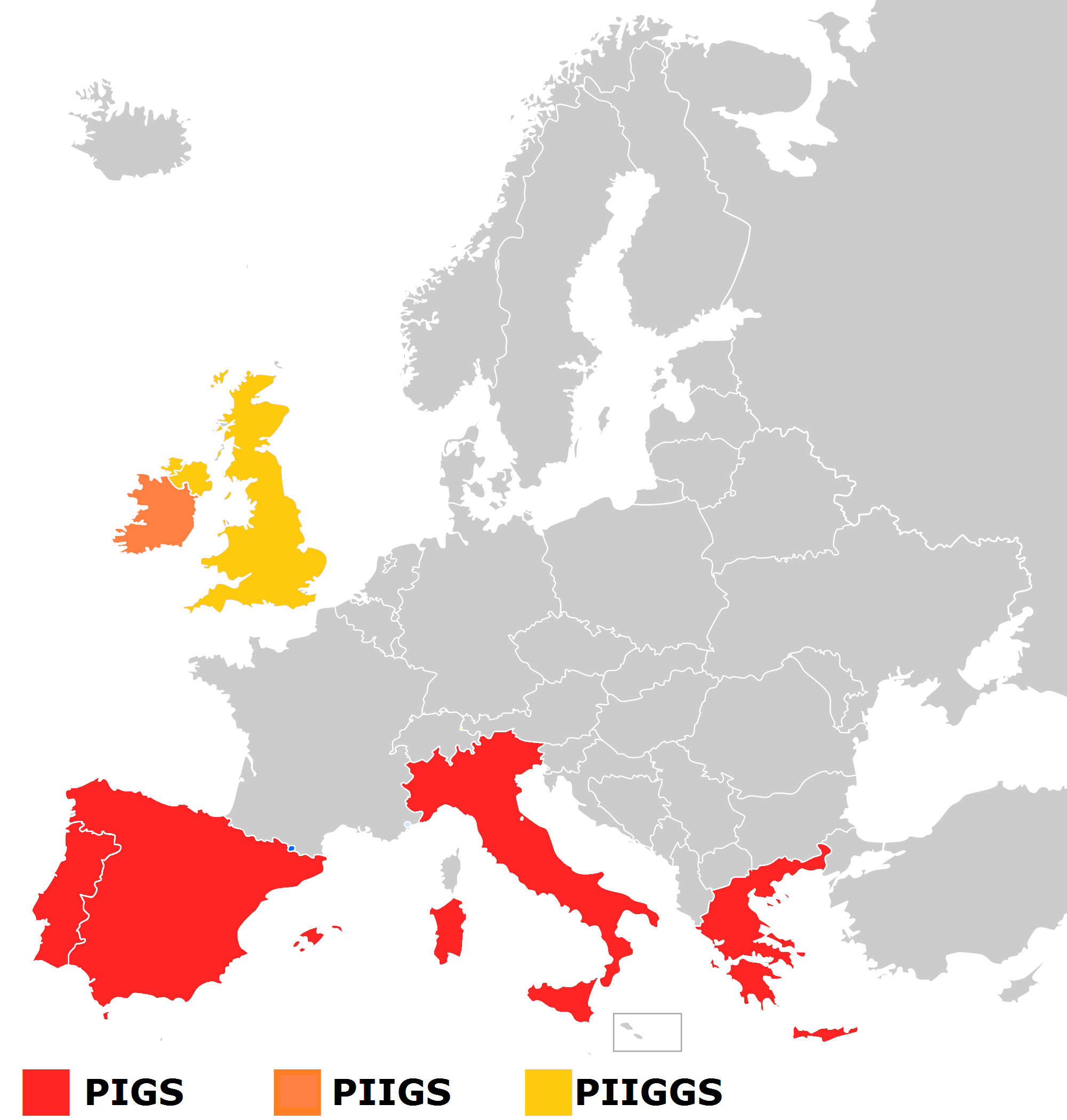
PIGS-PIIGS-PIGGS

PIGS, PIIGS i PIIGGS són acrònims que originàriament es referien a les economies de Portugal, Itàlia, Grècia i Espanya (en anglès Portugal, Italy, Greece and Spain). Des de la crisi financera 2007-2010, Irlanda (PIIGS) i, més recentment, el Regne Unit (Great Britain, PIIGGS) han estat associats a aquestes denominacions.
El terme original data de la dècada de 1990 i era utilitzar per referir-se a les economies del sud de la Unió Europea. Durant l'actual crisi s'ha posat de moda especialment en assumptes relacionats amb el deute sobirà i el dèficit de l'administració. Es considera que aquestes economies tenen un deute públic elevat i un dèficit públic anual elevat en comparació amb el seu Producte Interior Brut (PIB), a pesar de tenir un dèficit públic similar a altres estats de la zona euro.
La "I" de "PIGS" inicialment es referia a Itàlia, però a finals de l'any 2008 també fa referència a Irlanda. Amb menys freqüència també s'ha utilitzat fent referència a Islàndia. Recentment alguns comentaristes han afegit una segona "G" pel Regne Unit (Great Britain).
L'acrònim és entès per molts com a pejoratiu, (cal tenir present que, en anglès, la paraula pig significa porc, i pigs és el seu plural: "els porcs") però per altres s'ha utilitzat només com una terminologia tècnica. Algunes institucions i mitjans de comunicació han donat instruccions als seus treballadors de no utilitzar el terme. Algunes variants de les sigles han estat criticades perquè les economies amb similars problemes financers, en particular el Regne Unit, han estat exclosos arbitràriament.